# Calasetta
Calasetta is een gemeente in de Italiaanse provincie Zuid-Sardinië (regio Sardinië) en telt 2841 inwoners (31-12-2004). De oppervlakte bedraagt 31,0 km², de bevolkingsdichtheid is 92 inwoners per km².
Het dorp ontstond door uitgeweken kolonisten van Fort Tabarka, een kolonie van Genua, gelegen voor de stad Tabarka, heden in Tunesië.
De volgende frazioni maken deel uit van de gemeente: Cussorgia.

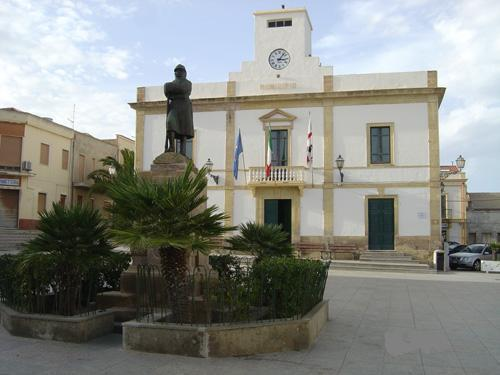
Piazza belly
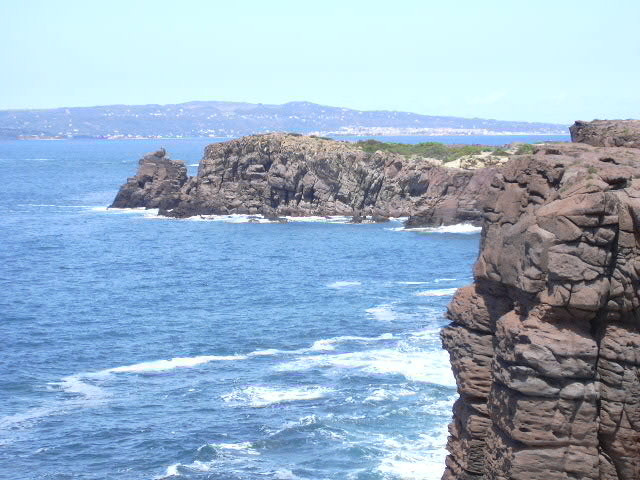
Kustlijn
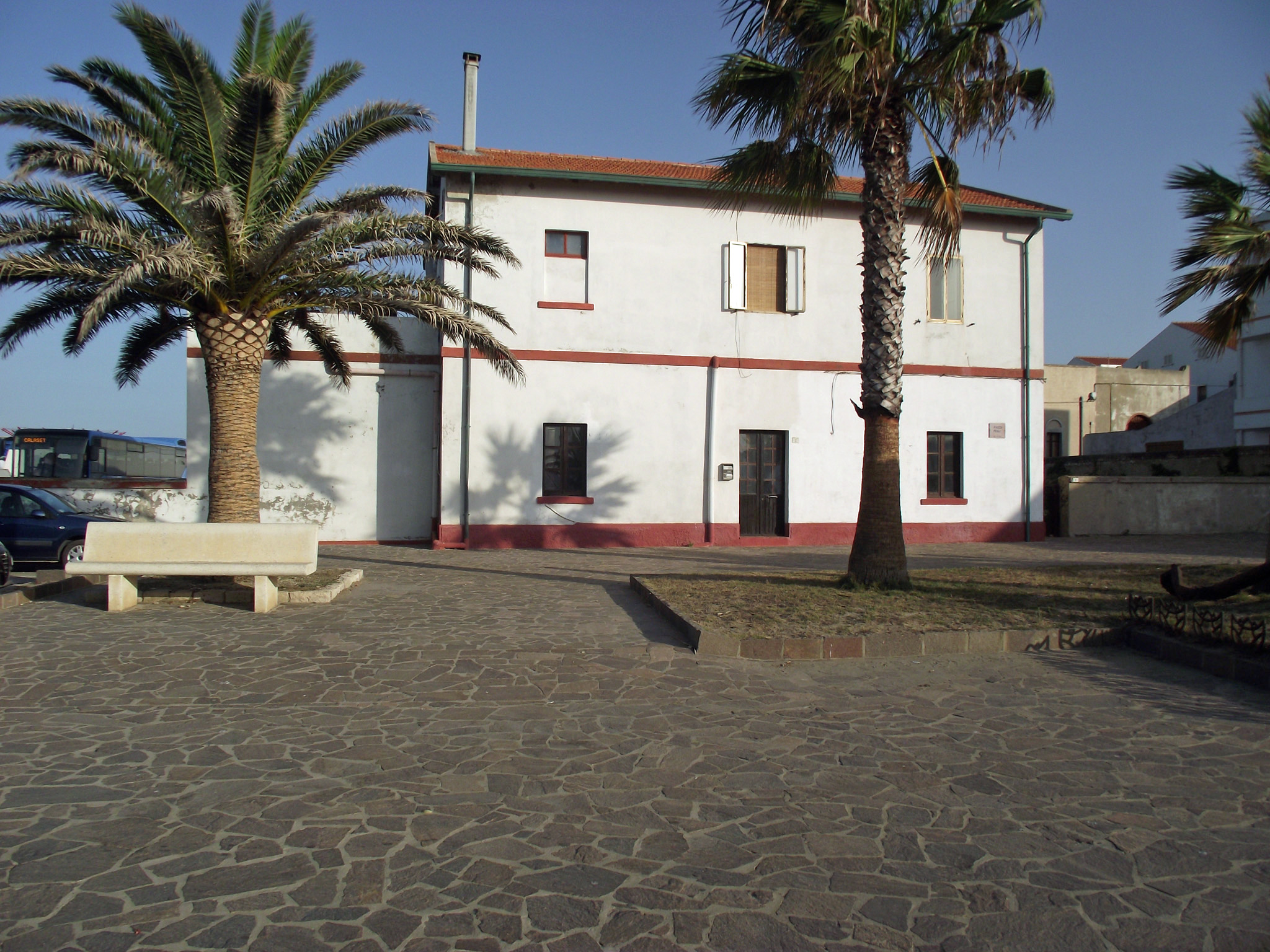
Station van Calasetta
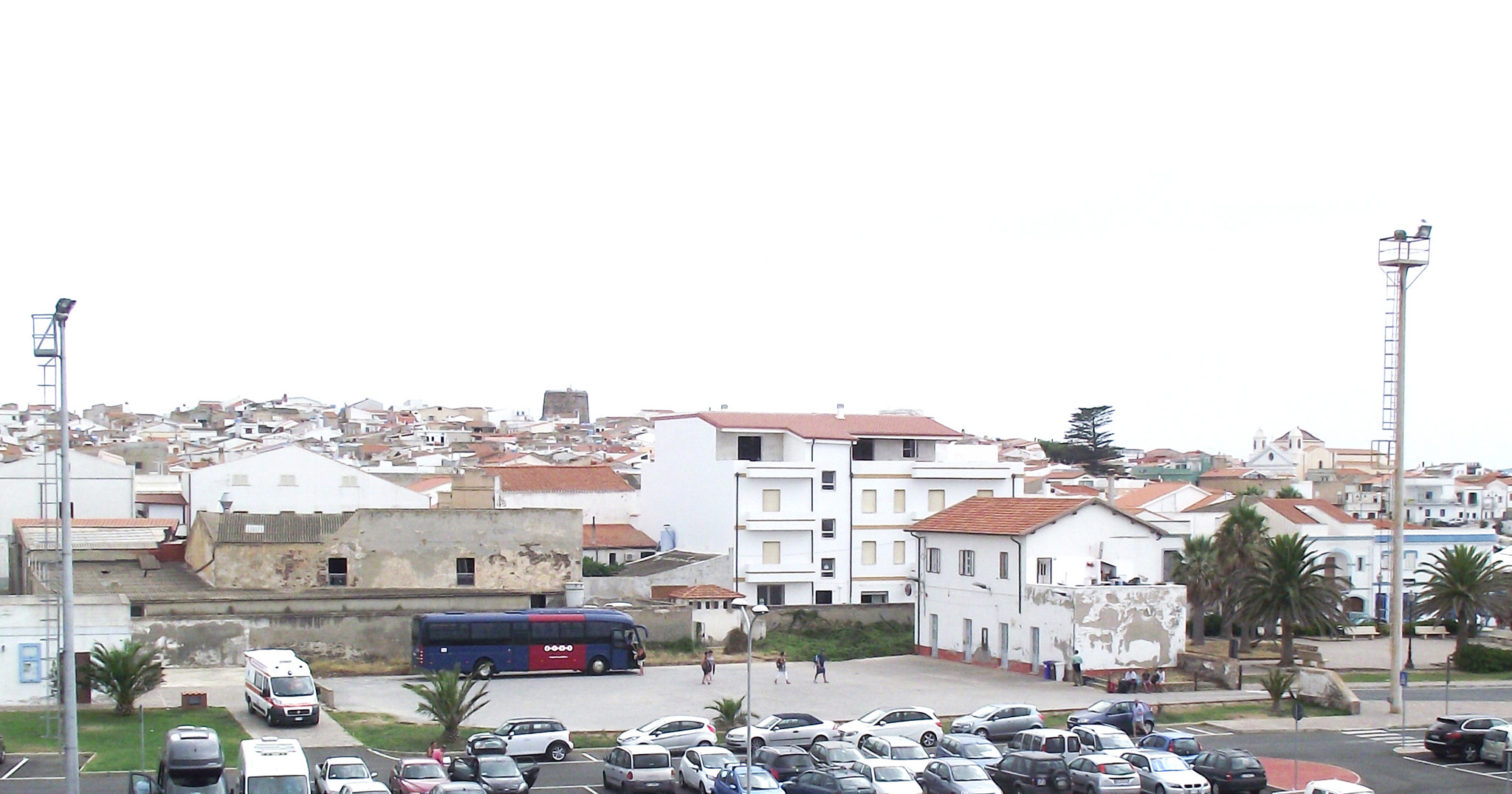
Station van Calasetta

## Demografie
Calasetta telt ongeveer 1273 huishoudens. Het aantal inwoners steeg in de periode 1991-2001 met 2,4% volgens cijfers uit de tienjaarlijkse volkstellingen van ISTAT.
| Jaar | Inwoneraantal |
| ---- | ------------- |
| 1991 | 2681          |
| 2001 | 2745          |
| 2004 | 2841          |

## Geografie
Calasetta grenst aan de volgende gemeenten: Sant'Antioco.
Buggerru · Calasetta · Carbonia · Carloforte · Domusnovas · Fluminimaggiore · Giba · Gonnesa · Iglesias · Masainas · Musei · Narcao · Nuxis · Perdaxius · Piscinas · Portoscuso · San Giovanni Suergiu · Sant'Anna Arresi · Sant'Antioco · Santadi · Tratalias · Villamassargia · Villaperuccio
1. ↑  https://demo.istat.it/?l=it.